# Ormenana linki
Ormenana linki är en insektsart som först beskrevs av Heidemann och Henry Fairfield Osborn 1917.  Ormenana linki ingår i släktet Ormenana och familjen Flatidae. Inga underarter finns listade i Catalogue of Life.